# Cristina Bella

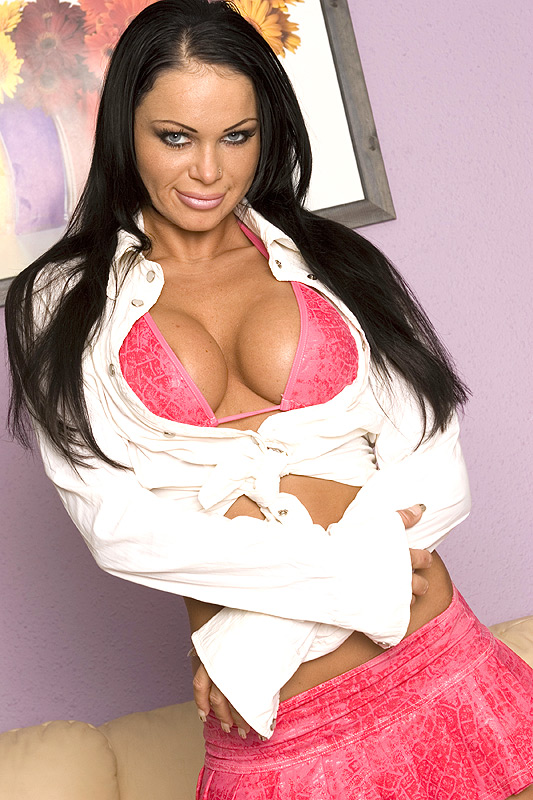
Cristina Bella, 2007

Cristina Bella (* 29. November 1981 als Krisztina Szegedi in Kecskemét) ist eine ungarische Pornodarstellerin. Zu ihren benutzten Pseudonymen gehören u. a.
Christine Roberts und Sandy Wolf.

## Leben
Bella arbeitete als Friseurin, bevor sie im Alter von 18 Jahren in die Hardcorebranche einstieg. Ihre erste Szene drehte sie 2000 für den Orgy-Film Bocche di Commesse des Regisseurs Steve Morelli (MGR Communications Top Line). Viele weitere Filme drehte sie für die Studios Private Media Group und Marc Dorcel, unter anderem Dangerous Things (2000) von Antonio Adamo, Emperor (2006), Rayons X (2007) von Max Cortes und Casino – No Limit (2008) von Paul Thomas sowie Penocchio von Luca Damiano, eine Porno-Komödie.
Cristina Bella erhielt 2003 den FICEB Award als Best Starlet für ihre Rolle in The Fetish Garden und 2004 den Venus Award als Best New Starlet Europa. Für ihre Rolle in Penocchio war sie bei den FICEB Awards 2004 in der Kategorie Beste Darstellerin nominiert. In den Jahren 2005 und 2007 war sie jeweils bei den AVN Awards in der Kategorie Beste ausländische Darstellerin des Jahres nominiert.
2004 veröffentlichte Private Media Group die Compilation The Private Life of Cristina Bella. Sie hat sich zwischenzeitlich einer Brustvergrößerung unterzogen.

## Auszeichnungen & Nominierungen
- 2003: FICEB Award: Best Starlet (in The Fetish Garden)
- 2004: Venus Award: Best New Starlet Europa
- 2005: AVN-Award-Nominierung – Female Foreign Performer of the Year
- 2007: AVN-Award-Nominierung – Female Foreign Performer of the Year
- 2007: AVN-Award-Nominierung – Best Group Sex Scene, Film – Emperor (für zwei separate Szenen nominiert)
- 2009: AVN-Award-Nominierung – Best All-Girl Group Sex Scene – Top Wet Girls